# 罗伊·希金斯
罗伊·希金斯（英語：Roy Henry Higgins，1938年6月5日—2014年3月8日），是一名澳大利亚赛马骑师，因为技术精湛，也被人们称之为“教授”（The Professor）。
他在职业赛场上赢得数次比赛，1987年，进入澳大利亚体育名人堂。2014年3月8日，死于墨尔本，享年75岁。